# بخش پری (هاکینگ کانتی، اوهایو)
بخش پری (به انگلیسی: Perry Township) یک منطقهٔ مسکونی در ایالات متحده آمریکا است که در شهرستان هوکینگ، اوهایو واقع شده‌است.
 بخش پری ۱۰۹٫۰۸ کیلومتر مربع مساحت و ۲٬۵۶۰ نفر جمعیت دارد و ۲۳۹ متر بالاتر از سطح دریا واقع شده‌است.